# Live at the Royal Albert Hall (DVD Emerson, Lake & Palmer)
Live At The Royal Albert Hall è un DVD del concerto live della band di rock progressivo Emerson, Lake & Palmer, svoltosi nell'ottobre del 1992, durante il  Black Moon tour, il disco della riunione dopo che il gruppo era rimasto inattivo per tutti gli anni '80.

## Tracce
1. Introduction
2. Welcome Back
3. Tarkus
4. Knife Edge
5. Paper Blood
6. Creole Dance
7. From The Beginning
8. Lucky Man
9. Honky Tonk Train Blues
10. Prokofiev (Romeo And Juliet)
11. Pirates
12. Pictures At An Exhibition
13. Fanfare for the Common Man / America / Blu Rondo A La Turk
14. End Credits

### Formazione
- Keith Emerson - tastiere
- Greg Lake - basso, chitarra, voce
- Carl Palmer - batteria